# Bitka kod Passchendaelea
Bitka kod Passchendaelea poznata i kao Treća bitka kod Ypresa bila je jedna od najvećih bitaka Prvog svjetskog rata.
Bitka se vodila za kontrolu belgijskoga sela Passchendaele blizu grada Ypresa u pokrajini Zapadna Flandrija. Plan je bio da se napravi rupa u njemačkim linijama i da se napreduje do belgijske obale i zauzmu njemačke podmorničke baze. Nastao bi koridor, a osim toga smanjio bi se pritisak na francuske snage. Poslije neuspjeha Nivelove ofanzive u francuskoj armiji moral je pao na najniže grane, pa je zapretilo da čitave divizije postanu bezvrijedne za vođenje rata.
Zemlja na kojoj se odvijala bitka bila je nekadašnja močvara, tako da je bilo vlažno i kad nije bilo kiša. Žestoka britanska artiljerijska priprema izorala je zemlju, a jake kiše od kolovoza nadalje učinile su neprohodan teren dubokog mulja, u kojem se udavio velik broj vojnika. I noviji tenkovi nisu mogli kretati se. Nijemci su bili dobro ukopani u rovove. Kanadski vojnici su na kraju zauzeli Passchendaele, ali ukupni gubici saveznika bili su oko pola milijuna žrtava, a Nijemci su imali četvrt milijuna žrtava. 
Poslije tri mjeseca teških borbi, kanadski korpus je zauzeo Passchendaele 6. studenoga 1917.